# Югославия на зимних Олимпийских играх 1980
Югославия на Зимних Олимпийских играх 1980 года была представлена 15-ю спортсменами (11 мужчин и четыре женщины), которые соревновались в четырёх видах спорта. Это было 11-е участие югославских спортсменов на зимних Олимпийских играх.
Флагоносцем команды был Боян Крижай, занявший 4-е место в гигантском слаломе.